# Lost Horizon
Lost Horizon – szwedzka grupa muzyczna wykonująca power metal. Powstała w 1998 roku w Göteborgu.

## Dyskografia
| 2001                           | Awakening the World - Data: 8 maja 2001 - Wydawca: Music for Nations              | —  |
| 2003                           | A Flame to the Ground Beneath - Data: 10 lutego 2003 - Wydawca: Music for Nations | 90 |
| "—" pozycja nie była notowana. |                                                                                   |    |